# Zosterop frontvermell
El zosterop frontvermell (Heleia wallacei) és un ocell de la família dels zosteròpids (Zosteropidae) si bé ha estat inclosa al gènere Zosterops.
Habita el bosc obert i matolls de les terres baixes de les illes Petites de la Sonda, a Komodo, Rinca, Sumbawa, Sumba, Flores (Indonèsia) i Lomblen.